# Федюков, Алексей Григорьевич
Алексей Григорьевич Федюков (16 января 1925, д. Ивановка, Алексеевская укрупнённая волость,Ново-Николаевский уезд, Новониколаевская губерния, РСФСР — 12 января 1944, ст. Поташ,Черкасская область, Украинская ССР) — наводчик 76-мм орудия 317-го гвардейского истребительно-противотанкового артиллерийского полка, гвардии сержант; Герой Советского Союза.

## Биография
Родился 16 января 1925 года в селе Ивановка Томской губернии. Жил в селе Кривошеино Томской области. Окончил 7 классов. В середине 1930-х годов семья вступила в колхоз «Прогресс», затем работал на рыбозаводе.
В мае 1943 года был призван в Красную Армию Кривошеинским райвоенкоматом. Служил в учебном дивизионе 16-го запасного гаубичного полка, окончил школу младших командиров, получил специальность наводчика орудия.
С августа 1943 года участвовал в боях с немецко-вражескими захватчиками на 1-м Украинском фронте в составе 869-го истребительно-противотанкового артиллерийского полка. Особо отличился в боях за освобождение правобережной Украины зимой 1943—1944 годов. В конце ноября 1943 года полк был переброшен на танкоопасное направление на правый фланг 38-й армии южнее города Малина.
В ночь на 8 декабря позиции полка в районе села Ходоры были атакованы вражескими танками численностью 150 машин. Отражая атаку противника, гвардии сержант Алексей Федюков поджёг 2 тяжёлых танка, 2 бронемашины врага и уничтожил 2 автомашины с пехотой, истребил до 100 фашистов. Был ранен, но остался у орудия.
Гвардейский полк выполнил боевую задачу и не пропустил врага к Радомышлю. Было уничтожено 28 танков, 15 бронемашин, 5 бронетранспортёров с орудиями, около 400 фашистов. О бое сообщалось в сводках Совинформбюро. За героический бой 130 воинов были награждены орденами и медалями, а пятеро представлены к званию Героя Советского Союза. В их числе был и сержант Алексей Федюков.
О высокой награде Родины герой-артиллерист не узнал. Наступление продолжалось. 12 января 1944 года у станции Поташ на территории Украинской ССР погиб в бою с немецкими автоматчиками, прорвавшимися на позиции батареи. К тому времени на стволе его орудия было 12 звёздочек — по числу подбитых немецких танков.
Указом Президиума Верховного Совета СССР «О присвоении звания Героя Советского Союза офицерскому и сержантскому составу артиллерии Красной Армии» от 9 февраля 1944 года за «образцовое выполнение боевых заданий командования на фронте борьбы с немецкими захватчиками и проявленные при этом отвагу и геройство» был удостоен посмертно звания Героя Советского Союза. Награждён также посмертно орденом Ленина.
Похоронен в посёлке Маньковка Черкасской области Украины.

## Память
- Его именем названа улица в селе Кривошеино Томской области. На здании школы, где он учился, 2 мая 2017 года была установлена мемориальная доска.
- Его имя представлено на Памятной стеле томичей — Героев Советского Союза в Мемориальном комплексе Лагерного сада.
- В центре Новосибирска имя А. Г. Федюкова увековечено на стеле Аллеи Героев у Мемориала ратной Славы.